# Länscellfängelset i Karlstad

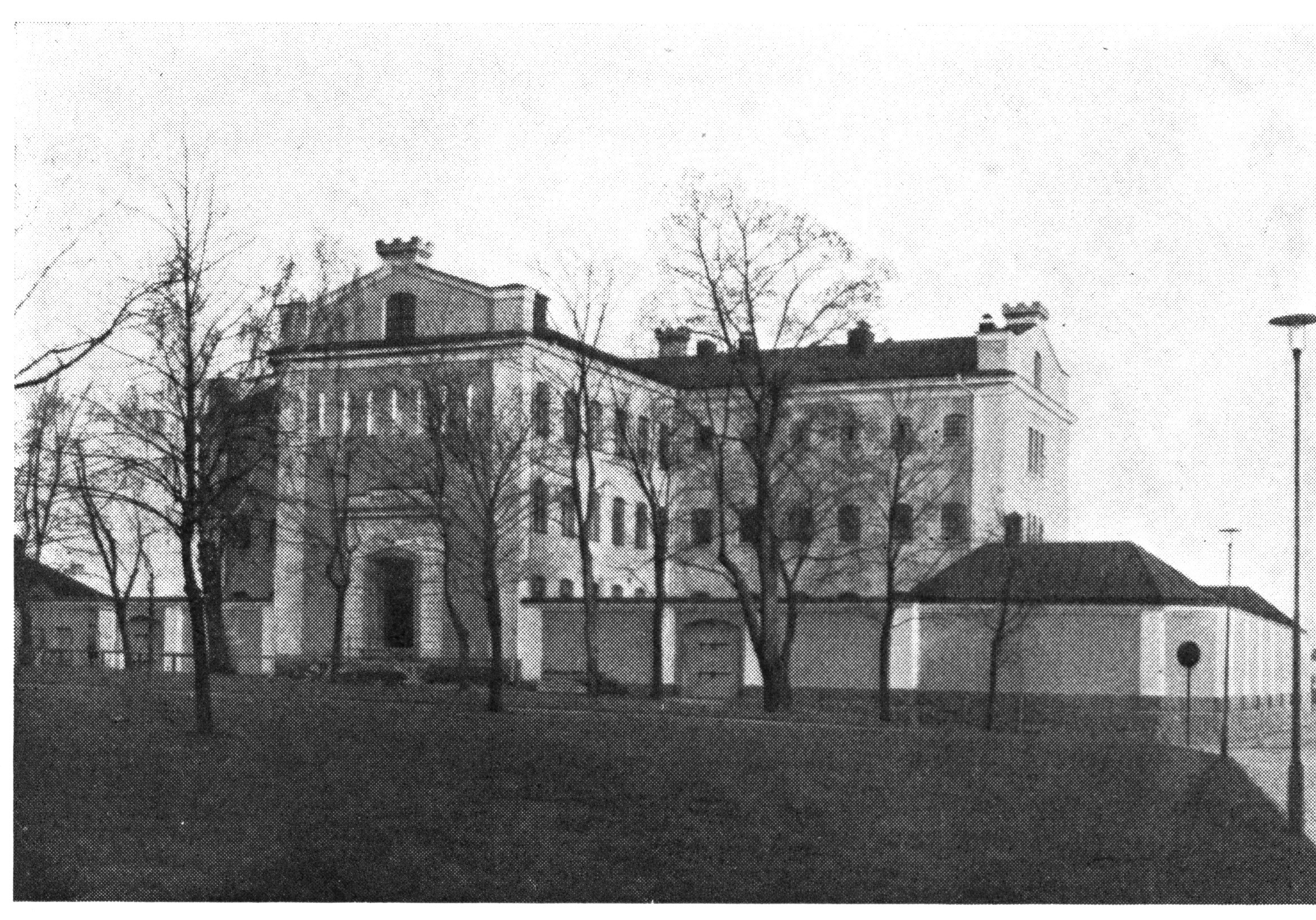
Fängelset på 1930-talet.

Länscellfängelset i Karlstad, senare Straffängelset i Karlstad, var ett cellfängelse som öppnades 1847 och därmed ett av de första som uppfördes, som en följd av den fängelsereform som beslutats vid 1844 års riksdag. Fastigheten ligger centralt vid Karlbergsgatan och är idag hotell. 

## Förhistoria
1762 byggdes ett häkte (kronoarrest) vid Lagberget, nordost om Gamla Badhuset. Häktesverksamheten upphörde 1847 då den ersattes av Länsfängelset. Efter 1847 bedrevs fattigvård i häktets lokaler, vars byggnad sedan revs 1873.

## Byggnaden
Anstalten ritades av fängelsearkitekten Carl Fredrik Hjelm och var till utseendet likt de andra enrumsfängelser, som uppfördes vid denna tid. Byggnaden uppfördes i tre våningar med 78 ljusa och tre mörka celler. En administrationsflygel byggdes ut vinkelrätt i mitten av cellbyggnaden. Där fanns på första våningen vaktrum, badrum, mottagningsrum och köksavdelning. På andra våningen fanns fängelsedirektörens bostad och på den tredje expedition, tingssal och ett sjukrum. Byggnadskostnaden var 205 757 kronor. De första decennierna var anstalten omgiven av ett rödmålat plank. Det ersattes 1923 av en omkring 3,5 meter hög tegelmur.

## Verksamheten
Omedelbart utanför planket byggdes 1885 en mindre byggnad, kallad anstalten, där arbetsfångar sysselsattes på dagtid, medan de tillbringade nätterna i cell. Efter att Tvångsarbetsanstalten i Svartsjö öppnats 1891 flyttades denna kategori av intagna dit. 
Vid en reform 1911 ändrades beteckningen på de femton största länscellfängelserna, däribland Karlstads, till straffängelse. Arbetsdriften på 1800-talet bestod av tillverkning av påsar, tändsticksaskar och borstar. Fram till 1924 fanns även ett betydande snickeri. 

### Psykiatrisk avdelning
I mitten av 1920-talet var platsbristen på de psykiatriska sjukhusen svår och sådana interner som behövde överflyttas dit fick istället stanna kvar på de vanliga fängelserna. Lösningen på detta akutläge blev att inrätta en särskild avdelning för så kallat sinnessjuka på Karlstadsfängelset. Man byggde därför om genom att utvidga de dittillsvarande fönstergluggarna och genom att lägga helt golv mellan första och andra våningen. Man inrättade även badrum och tvättrum. Avdelningen öppnades 1925 och blev snart fullbelagd och även överbelagd. Läget förbättrades emellertid, då det byggdes nya psykiatriska sjukhus, dit en del intagna kunde flyttas.

### Internering av återfallsförbrytare
Efter att en ny lag om internering av återfallsförbrytare hade antagits 1927, så inrättades en särskild avdelning för sådana interner vid Kronohäktet i Ystad. Då denna efter några år inte hade tillräckligt med plats, blev lösningen att åter bygga om en del av Karlstadsfängelset, så att interneringsfångarna hade en egen sluten avdelning inom anstalten.      

## Kända fångar
- Bildsköne Bengtsson, egentligen Bernhard Harald Bengtsson
- Tatuerade Johansson, egentligen Axel Folke Johansson, senare Folke Jydarp, Bildsköne Bengtssons kumpan.
- Anders Lindbäck, Silbodalsprästen, präst och seriemördare.
- Gustaf Raskenstam, affärsman, sol-och-vårare.
- Lasse Strömstedt, svensk författare.

## Nedläggning och ny verksamhet
Kriminalvården lämnade byggnaden 1968. År 1985 öppnades Hotell Bilan efter ombyggnad. I hotellets källare finns ett museum över fängelsetiden.